# Starez aréna Vodova
Starez aréna Vodova je víceúčelové sportovní centrum v Brně ve čtvrti Královo Pole. Areál, který je v majetku města Brna a který spravuje městská společnost Starez-sport, tvoří tři kryté multifunkční haly, určené především pro míčové sporty, a venkovní hřiště/kluziště. Dvě velké haly jsou využitelné také pro kulturní či společenské události. Celý areál je součástí většího královopolského sportovního komplexu, který zahrnuje také městský fotbalový stadion a další hřiště.

## Historie
Původní krytá hala ve Vodově ulici vznikla jako součást sportovního areálu tělovýchovné závodní jednoty Královopolské strojírny (KPS), v těsné blízkosti královopolského stadionu v Srbské ulici, který sloužil pro utkání fotbalového oddílu TJ KPS i jiné sportovní události.
Stavbu víceúčelové sportovní haly plánoval obvodní národní výbor v Králově Poli v roce 1969. Byla součástí projektu sportovního areálu na konci ulice Vodovy, který kromě ní měl do roku 1985 zahrnovat také výstavbu sportovního hotelu s restaurací, tenisového klubu, kuželny, hřiště pro volejbal, basketbal, házenou, tenis a plaveckého stadionu. Realizace kryté haly začala v roce 1969 a k jejímu zprovoznění mělo dojít v roce 1971. Její projekt vytvořil architekt Mojmír Korvas, dále jej rozpracoval architekt Jan Kruml. Brigádnicky v akci Z pomáhali při stavbě i členové tělovýchovné jednoty, práce na stavbě se ale výrazně zpomalily po smontování ocelového skeletu haly z produkce Královopolské v roce 1971. Roku 1973 se generálním dodavatelem stal podnik Brnosport. K dokončení stavby haly došlo po několika letech. Slavnostně otevřena byla 14. března 1975, první zápasy ve volejbalu a házené se v ní odehrály 22. března 1975. Boční jižní fasáda haly, obrácená k příjezdu z Vodovy ulice, je členěna ocelovými pruty, které nesou zděný blok s keramickou poloabstraktní mozaikou Slunce a pohyb z roku 1974 od Jánuše Kubíčka a Josefa Vohrabala (její architektonické řešení vytvořil Jan Kruml). Celkové náklady na stavbu haly dosáhly výše 26 milionů korun.
Již v roce 1970 bylo u stadionu a v blízkosti rozestavěné haly vybudováno venkovní kluziště a na podzim 1975 byla u dokončené haly realizována nafukovací přetlaková hala.
V létě 1996 začal stavět klub SK Královo Pole novou, větší halu, která na tu původní navazovala ze severní strany. Dodavatelem byla stavební společnost OK mont. Dokončena měla být v srpnu 1997 a následně se v ní mělo uskutečnit Mistrovství Evropy ve volejbale žen. Kvůli nedostatku finančních prostředků ale byla stavba v květnu 1997 zastavena. Původní rozpočet činil 65 milionů korun, klub proinvestoval 5 milionů korun, dalších 20 miliónů korun získal ve formě státní dotace, ovšem jiné finanční prostředky nedokázal zajistit; město financování převzít nechtělo. Šampionát volejbalistek se nakonec uskutečnil v hale Rondo. Další jednání s městem již byla úspěšná, takže zastupitelstvo města v únoru 2000 schválilo bezúplatný převod celého areálu klubu SK Královo Pole ve Vodově ulici (původní hala, rozestavěná hala, škvárová fotbalová hřiště, asfaltové házenkářské hřiště, ledová plocha, hotel Triumph) do majetku města. Klub měl zůstat v pronájmu minimálně dalších 20 let, zatímco město se zavázalo k dostavbě haly. Práce byly obnoveny v roce 2000 a dokončena byla v létě 2001. Ke slavnostnímu otevření došlo 23. srpna 2001, kdy v ní zároveň proběhl první volejbalový zápas. Celkové náklady na její stavbu dosáhly výše 102,5 miliónu korun.
V září 2023 začala stavba třetí, převážně tréninkové haly na místě nevyužívaného asfaltového hřiště, která navazuje na nejstarší halu z jižní strany. Dokončena měla být do 18 měsíců tak, aby v roce 2025 mohla sloužit k tréninku při Mistrovství Evropy v basketbalu žen a Mistrovství světa v basketbalu hráček do 19 let. Investorem bylo město, dodavatelem společnost Moravostav Brno, náklady dosáhly výše 101,2 milionu korun. Hala byla slavnostně otevřena 22. dubna 2025.

## Popis
Haly slouží především k míčovým sportům, jako jsou basketbal, volejbal, házená, futsal a florbal. Dvě starší haly jsou využitelné také pro kulturní a společenské akce (koncerty, konference).
Malá hala, otevřená v roce 1975, disponuje dubovou palubovkou o rozměrech 45×28 m (výška stropu 8 m) s hrací plochou 40×20 m, která má podél jedné delší strany jednoúrovňové hlediště s kapacitou 900 míst k sezení. Kolem zbylých tří stran se v 1. patře nachází divácká galerie. Při pořádání kulturních a společenských akcí je při využití plochy ke stání maximální kapacita 1400 osob. V objektu se také nachází dódžó sál pro judo. Ve velké hale z roku 2001 působí kluby z nejvyšších soutěží. Má dubovou palubovkou o rozměrech 45×28 m (výška stropu 12,5 m) s hrací plochou 40×20 m, která má podél jedné delší strany a jedné kratší strany dvouúrovňové hlediště s kapacitou 2900 míst k sezení. Při pořádání kulturních a společenských akcí je při využití plochy ke stání maximální kapacita 5500 osob. Tréninková hala, otevřená v roce 2025, disponuje sportovní plochou o rozměrech 49×30 m se světlou výškou 7 m. Příčně je možné ji rozdělit na tři tréninková basketbalová hřiště (26×14 m), v podélném směru je využitelná pro hřiště pro házenou či florbal (40×20 m), pro basketbal (28×15 m), nebo pro volejbal či nohejbal (18×9 m). Při jedné podélné stěně jsou umístěny teleskopické tribuny pro přibližně 180 diváků, dalších asi 100 diváků může využít galerii v prvním patře.
V blízkosti hal se nachází venkovní nekrytá plocha o rozměrech 60×30 m, která je v případě příznivých klimatických podmínek využívána od listopadu do března jako veřejné kluziště. Mimo zimní sezónu je od května do září plocha pokryta plastovým povrchem a je využívána jako veřejné multifunkční hřiště o rozměrech 40×20 m, jež je určeno pro míčové sporty (basketbal, streetball, malý fotbal, házená, florbal).

## Seznam působících klubů
V halách ve Vodově ulici působí, nebo působily, následující sportovní kluby:
| Jméno klubu           | Sport     | Od roku  | Do roku |
| --------------------- | --------- | -------- | ------- |
| Basket Brno           | basketbal | 2020     | dosud   |
| Basketball Brno       | basketbal | 2009     | 2011    |
| KP Brno               | basketbal | 70. léta | dosud   |
| Bulldogs Brno         | florbal   | 1993     | dosud   |
| Florbal Židenice      | florbal   | 2016     | dosud   |
| Sokol Brno I[zdroj⁠?!] | florbal   | ?        | ?       |
| FBŠ Hattrick Brno     | florbal   | ?        | ?       |
| FC Tango Brno         | futsal    | ?        | 2016    |
| Helas Brno            | futsal    | ?        | dosud   |
| SKKP Handball Brno    | házená    | 70. léta | dosud   |
| Judo SKKP Brno        | judo      | ?        | dosud   |
| VK KP Brno            | volejbal  | 1996     | dosud   |